# Sainte-Madeleine-de-la-Rivière-Madeleine
Sainte-Madeleine-de-la-Rivière-Madeleine è un comune del Canada, situato nella provincia del Québec, nella regione di Gaspésie-Îles-de-la-Madeleine.